# Castello Maggiorasco
Il castello Maggiorasco (o castello Cavriani, Villa del Castello o Villa Malboni, Ca' Mazzocchi) è stato un edificio costruito nel 1288 dal nobiluomo mantovano, Corradino II Cavriani, situato in una piccola isola nascosta tra il folto dei pioppi nella frazione di Sacchetta del comune di Sustinente e demolito nel 1855.

## Storia

### Le origini
La storia di questo castello è collegata più o meno alla stessa storia della frazione di Sacchetta, nella quale, in seguito alla fine del dominio della grancontessa Matilde di Canossa e all'instaurazione della Repubblica di Mantova nel 1116, avvenne che un certo cavaliere di nome Pietro Cavriani, giunto dalla Germania intorno all'anno 1000, portò con sé ben trecento cavalieri armati al fine di servire la Repubblica. Per ricompensa la Repubblica elevò al nobile Pietro Cavriani una signoria situata sull'Isola di Sachetta il cui nome originario era Sacha Septingenti ma, in seguito all'instaurazione della famiglia Cavriani, il nome mutò in Sacha Caprianorum, ossia, Sacca dei Cavriani.
Nel 1288 il nipote di Pietro, Corradino II Cavriani, decise di porre le basi per la costruzione di un sontuoso castello, del quale nel 1359 venne investito con diploma Imperiale dall'imperatore Carlo IV, tutto il feudo di Sacchetta, dichiarandolo feudo imperiale. Portata a termine la costruzione del fortilizio, la famiglia di Corradino vi si insediò, acquisendola come propria dimora famigliare.
Il castello Maggiorasco sorgeva 500 metri dalla chiesa parrocchiale di Sacchetta, sulla riva del fiume Po. Secondo le descrizioni dei documenti del tempo, il castello era di una meravigliosa imponenza. Chi l'osservava dall'argine poteva vedere che la magione si presentava come una inespugnabile residenza principesca, la quale, per la sua bellezza e la sua imponenza, venne decantata da numerosi poeti del tempo. Nei fortilizi campeggiavano tredici Torri di Guardia, circondate da incantevoli gradini intagliati a manoː il castello, inoltre, era arricchito di innumerevoli piante esotiche e d'oltre mare, ed impreziosito da lunghi viali alberati stracarichi di Limoni ed Aranci. Questi viali conducevano nelle zone abitate dalla nobile famiglia del marchesi Cavriani. Sulla torre maggiore del castello di prospetto c'è scritto il motto latino "sublimia petent fulmen".
Nel castello furono inoltre ospitati anche grandi ed Illustri uomini, tra i quali il cardinal Francesco Gonzaga, giunto in città il 24 agosto 1472, accompagnato dal conte Giovanni Pico della Mirandola, al seguito del Galeotti, dell'architetto Leon Battista Alberti, e dal poeta Agnolo Poliziano. Nel 1515 il condottiero Marcantonio I Colonna passò per l'isola di Sacchetta per raggiungere Verona, ove dovette occupare la carica di governatore, e quindi si può presupporre che fosse anch'esso stato ospitato nel castello dalla famiglia Cavriani.
I campi circostanti al fortilizio del castello Maggiorasco vennero usati nei secoli successivi nella costruzione di accampamenti militari. Fra queste vicende vi è il soggiorno del condottiero, Giovanni de' Medici, il quale vi pose la sua tenda. Da qui marciò sino alla città di Governolo per contrastare l'avanzata delle armate luterane, comandate dal contestabile Carlo III di Borbone. Di questo accampamento fa cenno anche il romanziere Massimo Taparelli. Il 28 aprile 1799 il generale Paul Kray von Krajowa si diresse verso Mantova per cingerla d'assedio, per strapparla dalle mani dei francesi, comandati dal generale François-Philippe de Foissac-Latour, il quale pose nelle vicinanze del castello i suoi accampamenti per le truppe. In quella circostanza i soldati si stabilirono al campo imperiale di Sacchetta. E oggi nel XXI secolo non è vi è più alcuna traccia di quelle vaste praterie, e neanche dei pini dello Stradone della Prospettiva, sradicati completamente nel 2016.
Il bellissimo e spazioso viale che immetteva all'ingresso principale del castello proseguiva in linea retta fiancheggiando la chiesa, prendendo il nome di Stradone della Prospettiva, oggi non più esistente. Vi è annotato, in una stampa della genealogia dell'illustre famiglia, una raffigurazione che testimonia anche la presenza di un sontuoso cancello in ferro battuto. Questo stradone venne fatto costruire nel 1792 dal marchese Ferdinando Cavriani, che allora deteneva la carica di Gran Governatore delle Acque Ducali. A testimoniarlo vi è un'epigrafe nel paese di Sacchetta (frazione di Sustinente), la quale ricordava il fatto con queste parole scritte in Latino: "Amanentis et commo, longirem, longirem aplioremque, reddit ferdinantus, march, caprianus - Anno MDCCXCII". Lo stradone inoltre, fiaccheggiato da enormi pini, si spingeva fino alle terre di Roncoferraro, cioè sino alle vaste tenute del Duca Ercole III d'Este.
A causa delle tremende inondazioni padane avvenute nel 1705, nel 1717 e nel 1801, il castello di Maggiorasco subì innumerevoli ed irreparabili danni, così nella prima metà del XIX secolo, i marchesi Cavriani, che a quel tempo risiedevano sia a Roma che nelle città di Torino e Milano, nel 1855, decisero di demolire quanto il fiume Po aveva risparmiato sia del loro castello, che dai materiali che se ne sarebbero ricavati nel caso ne fosse stato ricostruito uno di dimensioni più ridotte. Infatti, sotto la direzione dell'architetto Giovanni Cherubini, nel 1856 venne posta la prima pietra del nuovo palazzo, che, dopo il completamento della costruzione della villa, venne dato in dote, dapprima al signor Iginio Zavanella. Davanti al castello si stagliano ai lati due torrette di altezza media, mentre al centro vi è una torretta di guardia merlata con una bandierina di ferro. Nella facciata davanti, fu costruito un modesto balcone. Da quel momento il castello Maggiorasco, oltre a cambiare molti nomi, dopo l'illustre farmiglia, cambiò anche molti proprietari.